# کوشک صفی
مجموعه کوشک صفی مربوط به دوره صفوی است و در کاشان، خیابان علوی محله کوشک صفی واقع شده و این اثر در تاریخ ۱۹ مرداد ۱۳۸۴ با شمارهٔ ثبت ۱۲۹۷۱ به‌عنوان یکی از آثار ملی ایران به ثبت رسیده است.